# Ber (herb szlachecki)
Ber (Behr, Behren) – inflancki herb szlachecki.

## Opis herbu
Opis z wykorzystaniem zasad blazonowania, zaproponowanych przez Alfreda Znamierowskiego:
W polu srebrnym niedźwiedź czarny, wspięty. Klejnot: nad hełmem bez korony dwie głowy łabędzie z szyjami. Labry czarne podbite srebrem.

## Symbolika
Herb należy do grupy mówiących. Bär oznacza niedźwiedzia w języku niemieckim.

## Najwcześniejsze wzmianki
Herb przytoczony przez Siebmachera wśród herbów szlachty Meklemburgii i Liwonii.

## Herbowni
Ponieważ herb Ber był herbem własnym, przysługiwał tylko jednej rodzinie herbownych:
Ber (Behr, Behren).